# Offensive du Boug
Première Guerre mondiale
Batailles
Front d'Europe de l’Est
- Stallupönen (08-1914)
- Gumbinnen (08-1914)
- Tannenberg (08-1914)
- Île d'Odensholm (08-1914)
- Lemberg (08-1914)
- Krasnik (08-1914)
- Komarów (08-1914)
- Lacs de Mazurie (I) (09-1914)
- Przemyśl (09-1914)
- Vistule (09-1914)
- Łódź (11-1914)
- Limanowa (12-1914)
- Bolimov (01-1915)
- Zwinin (02-1915)
- Lacs de Mazurie (II) (02-1915)
- Przasnysz (02-03-1915)
- Schaulen (04-07-1915)
- Gorlice-Tarnów (05-1915)
- Boug (06-08-1915)
- Narew (07-08-1915)
- Novogeorgievsk (08-1915)
- Varsovie (08-1915)
- Sventiany (09-1915)
- Lac Narotch (03-1916)
- Offensive Broussilov (06-1916)
- Offensive de Baranavitchy (07-1916)
- Turtucaia (09-1916)
- Offensive Flămânda (09-1916)
- Argeș (12-1916)
- Offensive Kerenski (07-1917)
- Bataille de Riga (09-1917)
- Opération Albion (09-10-1917)
- Mărășești (08-1917)
- Traité de Brest-Litovsk (03-1918)
- Traité de Brest-Litovsk (03-1918)
- Bakhmatch (03-1918)

Front d'Europe de l’Ouest
Front italien
Front des Balkans
Front du Moyen-Orient
Front africain
Bataille de l'Atlantique
L'offensive du Boug est une avancée menée par les troupes allemandes et austro-hongroises contre l'armée russe dans le nord de la Galicie pendant la Première Guerre mondiale.

## Planification de bataille
À l'été 1915, les troupes allemandes lancent simultanément trois offensives sur le front de l'Est. L'avancée la plus au nord est vers la Courlande, tandis qu'au nord-est une poussée vise Varsovie. Une troisième offensive est prévue entre les fleuves Boug et Vistule. Bien qu'Erich Ludendorff ait nourri des plans ambitieux pour encercler les troupes russes, Erich von Falkenhayn et August von Mackensen s'imposent avec leur plan limité visant à repousser les troupes russes hors de la Pologne russe en utilisant peu de matériel.

## Situation initiale
Le plan du 19 juin 1915 prévoit une avancée de Mackensen de la frontière austro-hongroise vers le nord en direction de Brest-Litovsk. Le groupe d'armées von Mackensen comprend 33,5 divisions d'infanterie et deux divisions de cavalerie de la 11e armée allemande et de la 4e armée austro-hongroise. En outre, 8 divisions d'infanterie et 3 divisions de cavalerie de la 1re armée austro-hongroise sont placées sous son commandement sur le flanc droit. Face à elles se trouvent 33 divisions d'infanterie et 6,5 divisions de cavalerie des 3e, 4e et 8e armées russes. Bien que l'armée russe ne dispose que de positions peu développées et souffre en outre de problèmes d'approvisionnement, le quartier général russe n'envisage pas de repli stratégique. Au lieu de cela, il s'appuie sur les complexes de fortifications construits avant la guerre. Le 27 juin, une nouvelle armée russe intercalée sur la Lubaczowka lance une contre-offensive qui repousse le 10e corps impérial et royal sur le San.

## Déroulement des opérations

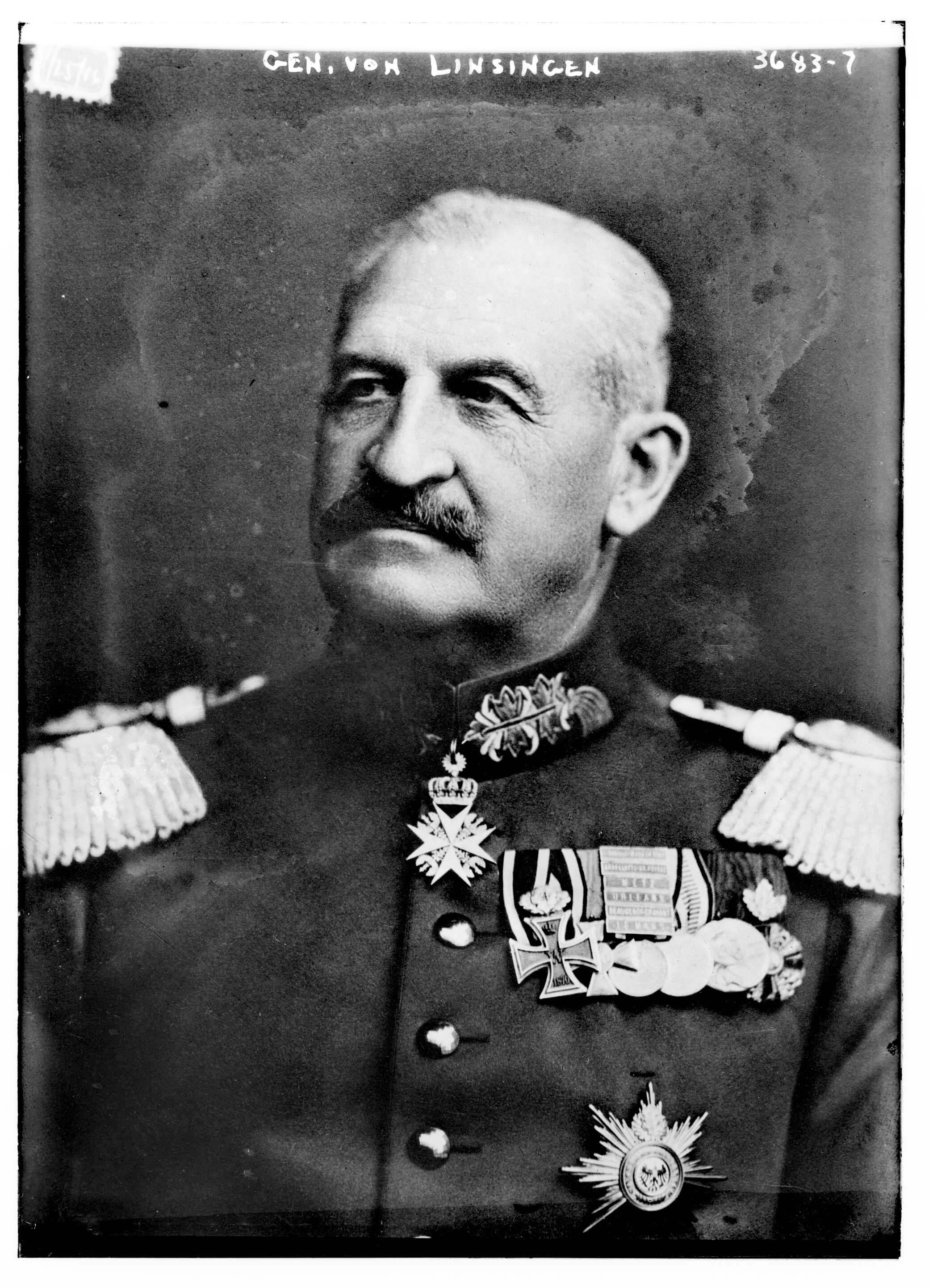
Général Alexander von Linsingen, commandant en chef de l'armée du Boug

Le 29 juin, le déploiement allemand et austro-hongrois dans la banlieue nord de Lemberg reconquise est terminé. L'offensive débute le 30 juin par un bombardement allemand massif et des tirs d'artillerie. Ceux-ci sont extrêmement efficaces contre les formations russes fortement rassemblées. Certaines unités sont déjà réduites de moitié ou d'un tiers de leur force de combat. La 11e armée allemande attaque depuis la région de Rawa Ruska avec le corps de la Garde, le 10e corps d'armée et le 22e corps de réserve au nord. Malgré cela, la progression s'arrête lorsqu'une contre-offensive russe est lancée à partir du 3 juillet. La 4e armée impériale et royale sous le commandement de l'archiduc Joseph Ferdinand, qui progresse sur l'aile gauche, est repoussée le 6 juillet dans la région de Krasnik. Le maréchal von Mackensen doit se renforcer pour la suite de l'offensive ; pour cela, l'armée du Boug nouvellement formée sous le commandement du général d'infanterie von Linsingen est formée à droite de la 11e armée. Linsingen doit accompagner l'avancée vers le nord sur la rive ouest du Boug, son armée est formée du corps des Beskides sous le commandement du général von der Marwitz (à partir du 21 juillet sous le général Hofmann), du 24e (groupe Gerok) et du 41e corps de réserve (groupe Winckler). la 1re armée impériale et royale, libérée sur la rive ouest de la Vistule et commandée par le général Puhallo (de), est engagée pour tenter de progresser vers Sokal, où une 13e armée russe nouvellement formée est en train de se déployer. Alors que la 3e armée russe maintient sa position face à la 4e armée impériale et royale jusqu'au 9 juillet, les percées des troupes allemandes au milieu du front d'attaque forcent à nouveau les Russes à se retirer. Le détachement d'armée Woyrsch, qui se trouve à l'ouest, a quitté son ancienne ligne de front entre l'Opatówka (de) et Radomka (de) pour se diriger vers la Vistule devant Ivangorod. Après avoir cédé le corps de réserve de la Garde, Woyrsch a été renforcé à l'aile gauche par le 12e corps de l'armée impériale et royale sous le commandement du général Kövess.
Après que l'offensive de la Narew lancée à partir du 13 juillet par le groupe d'armées Gallwitz a rapidement porté ses fruits dans l'avant-plan sud de la Prusse orientale, Mackensens fait lui aussi revenir ses troupes à l'attaque à partir du 15 juillet. Le 18 juillet, la 11e armée ouvre une nouvelle brèche dans le front russe à Krasnystaw et fait 15 000 prisonniers. La 3e armée russe subit à nouveau de lourdes pertes - certaines divisions se réduisent à 4.000 hommes. Le 23 juillet, l'avancée de l'armée du Boug atteint la ligne Horodlo-Annapol-Teratyn-Yaroslawiece. Le même jour, la 11e armée est engagée dans de violents combats sur la ligne Uchanie-Krupe, tandis que la 4e armée impériale et royale, soutenue par la 47e division de réserve allemande, avance sur Lublin et atteint la ligne Borzechow-Chodel et Opole. En raison des difficultés d'approvisionnement, l'offensive du Boug ne progresse que lentement par moments, mais la situation change rapidement.
Le 28 juillet, Mackensen attaque à nouveau avec les trois armées, l'armée de Boug est dirigée sur Dubienka-Cholm, la 11e armée est dirigée sur Lenczna et l'armée Joseph Ferdinand sur Lublin-Kasimierz. Le 30 juillet, les puissances centrales s'emparent de Lublin et le 31 juillet de Cholm. Les 3e et 4e armées russes s'installent à nouveau sur la ligne Opalin sur le Boug - Lencza - Nowo-Alexandria sur la Vistule. Le 4 août, la 5e division de cavalerie allemande, opérant au sein de la 1re armée impériale et royale, peut occuper Vladimir-Volynsky. Le 5 août, au nord, la capitale polonaise Varsovie tombe également aux mains de la 9e armée allemande, ce qui entraîne le démantèlement des positions de front de la 2e armée russe. Le 25e corps de réserve allemand, qui mène ici le gros de l'attaque, ne peut forcer le passage complet sur la rive orientale de la Vistule que le 9 août, près de Praga. Le 4 août également, le général Kövess a forcé la reddition de la forteresse d'Ivangorod sur la Vistule.

### La campagne de Brest-Litovsk

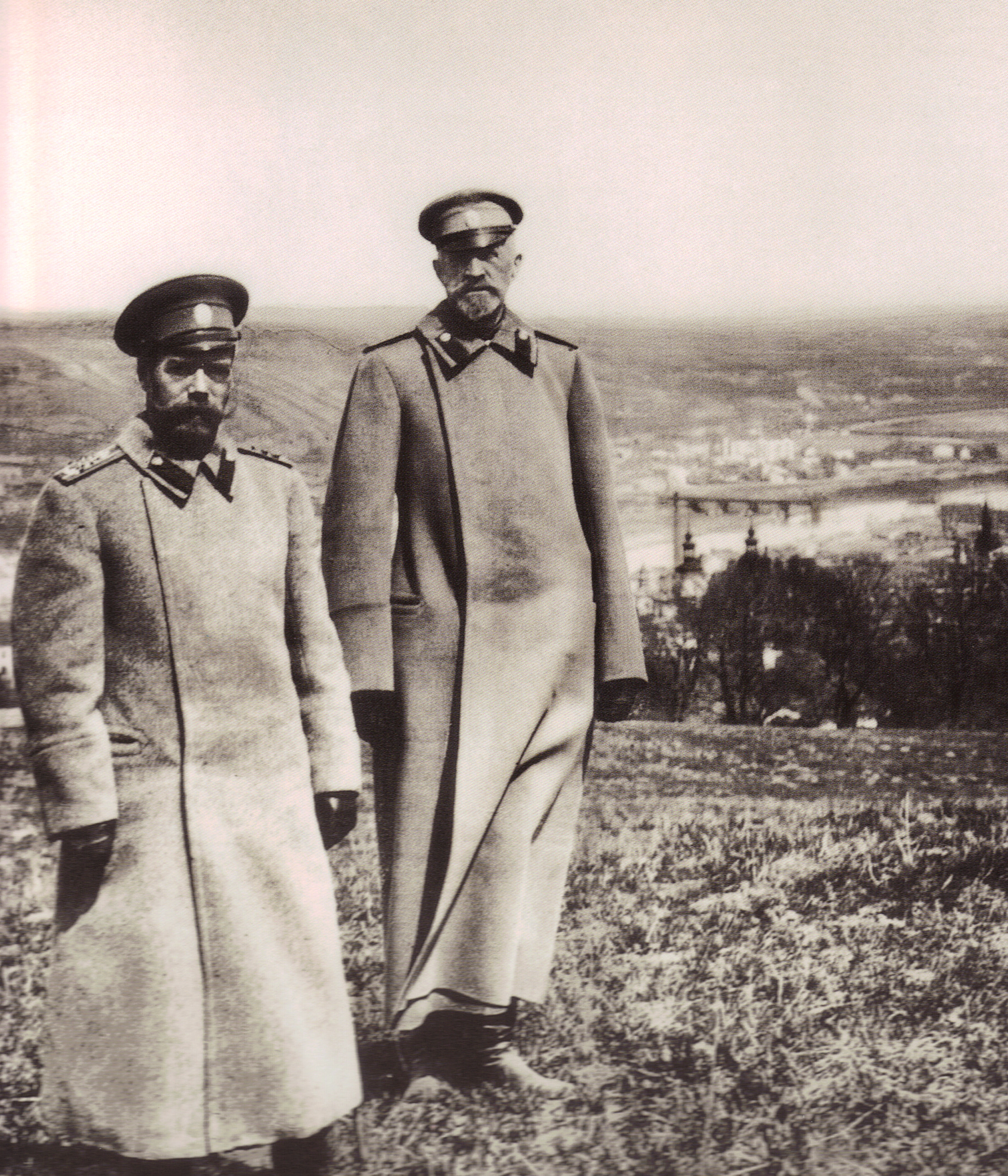
Le grand-duc Nicolas Nikolaïevitch et le tsar Nicolas II 1915

À la mi-août, la 11e armée allemande et l'armée du Boug se trouvent sur les deux rives du Boug, en progression vers le nord. Le 14 août, l'armée du Boug et la 82e division de réserve prennent Wlodawa et y établissent une tête de pont sur le Boug. Devant l'aile gauche de la 1re armée impériale et royale, la 11e division de troupes de cavalerie atteint la région à l'est de Dubienka. Le corps de la Garde allemande, le 6e corps austro-hongroise et le 10e corps de réserve se trouvent sur la ligne Tuczna-Biala. La 4e armée austro-hongroise (17e et 8e corps) traverse la Krzna à l'ouest de Biala, tandis que le détachement d'armée Woyrsch rejoint la Klukowka. Le grand-duc Nicolas Nikolaïevitch, commandant en chef russe, ordonne aux troupes du front occidental de se replier à l'est de la ligne Brest-Litovsk-Osowiec. Le gros des armées occidentales peut se détacher de la Pologne et traverser le Boug sans subir de pertes grâce à des combats de retraite bien menés. Des signes de désintégration des troupes russes ne peuvent pas être constatés malgré le repli tactique. À l'est du Boug, la 13e armée nouvellement formée est parfaitement combative et peut stopper la 1re armée impériale et royale dans son objectif d'avancer vers le nord.
Le 16 août, la 11e armée atteint l'avant-terrain sud de la forteresse de Brest-Litovsk, le corps de la Garde et le 6e corps austro-hongrois se trouvent sur la ligne Koden-Dobrynka-Horbow. La 4e armée impériale et royale atteint la région au nord de Biala entre Komarno et Nosow. Le groupe Kosch atteint le 17 août le Boug à Janow, le groupe Falkenhayn (de) se trouve sur les hauteurs de Rokitno. Le 6e corps impérial et royal sous le général Arz von Straußenburg est affecté à l'armée du Boug et dirige contre les fronts sud et ouest de Brest-Litovsk. En progressant au nord de la Krzna, la 11e armée tente d'amorcer l'encerclement au nord, le 17 août, les 22e et 10e corps d'armée attaquent les nouvelles positions russes entre Krzna et le Boug. La 4e armée impériale et royale et la 105e division d'infanterie allemande suivent à Janow en traversant le Boug. Le corps de Landwehr du département d'armée Woyrsch force le passage et s'installe sur les hauteurs de Niemierow-Mielnik. À l'ouest de Janow, la 4e armée impériale et royale, avec les 17e et 8e corps, franchit également le Boug le 19 août et atteint le secteur de Koterka entre Wolczyn et Tokary. Le 20 août, le corps de la Garde allemand suit le 10e corps de réserve à travers le Boug et, avec la division de cavalerie de la Garde atteint le secteur de Pulwa. Le 23 août, le corps de cavalerie austro-allemand Heydebreck s'empare sans combat du nœud routier de Kowel. Le 24 août, le corps de la Garde qui l'a suivi ouvre le secteur de la Pulwa et force l'avancée vers la Lesna. L'armée Joseph Ferdinand et le détachement d'armée Woyrsch percent les positions russes à l'est de Wysoko et se lancent à la poursuite de la ligne Wierchowicze-Omieleniec.
Le groupe d'armées allemand du prince Léopold, qui progresse dans la région au nord du Boug, a reçu l'ordre d'accélérer sa progression vers la forêt de Bielowiez et par Horodyszcze afin de couper les routes de retraite des Russes. L'attaque du groupe d'armées Mackensen sur la forteresse de Brest-Litowsk n'est plus nécessaire, dans la nuit du 25 août, les Russes se sont retirés vers le nord-est en passant par la forteresse. Le 26 août, les ailes intérieures de la 11e armée et l'armée du Boug s'emparent des forts situés au sud-ouest et poussent vers l'est à travers le Boug. Malgré de violents incendies, de grandes quantités de vivres et de munitions sont capturées. Plus au nord, le détachement d'armée Woyrsch se fraye un chemin vers la Jasiolda à travers la forêt de Bielowiez, difficile d'accès. La chute de la forteresse de Brest-Litovsk oblige le commandement de l'armée russe à poursuivre sa retraite vers Pinsk jusqu'à la mi-septembre, qui est occupée le 16 septembre par le 41e corps de réserve. Les Russes se retirent également de la Jasiolda et traversent le canal Oginski. Après le départ de plusieurs unités de troupes, les forces du groupe d'armées von Linsingen sont épuisées.

## Conséquences
Les pertes élevées confortent le commandement de l'armée russe sous Alekseïev dans sa décision d'avoir entamé la retraite majeure nécessaire. La Stawka parvient ainsi à stabiliser à nouveau durablement le front ainsi raccourci. Bien que l'attaque allemande continue de menacer l'ensemble du front russe dans l'est de la Pologne, la poursuite de l'avancée est stoppée fin août sur ordre du général von Falkenhayn.
Le chef d'état-major autrichien, Conrad von Hötzendorf, veut profiter de l'occasion pour récupérer également les territoires encore occupés par les Russes sur le Dniestr et en Bucovine. Il plaide donc pour l'extension de l'attaque de la Galicie vers le nord-est en passant par la frontière nationale jusqu'à la Volhynie. Ces opérations échouent toutefois en raison de la résistance acharnée de l'ennemi, les graves problèmes d'approvisionnement ayant été totalement sous-estimés. La bataille de Rivne lancée le 27 août par les 1re et 4e armées autrichiennes échoue complètement : Le 31 août, on réussit certes à s'emparer de l'important nœud de communication de Lutsk (Lyck), mais la ville est à nouveau perdue aux mains des Russes le 22 septembre. Lors de la contre-attaque de la 8e armée russe contre le flanc gauche de la 4e armée impériale et royale, désormais regroupée en Volhynie, de l'attaque de la 2e armée impériale et royale dans la région de Brody, ainsi que de l'offensive simultanée de la 7e armée austro-hongroise sur la Strypa, 70 000 soldats autrichiens sont faits prisonniers jusqu'à la fin septembre. Le 26 septembre, l'intervention des troupes allemandes (groupe Gerok) sur le tronçon du Styr permet toutefois de reprendre Luzk, le front de la 8e armée russe étant repoussé dans ce secteur derrière l'Ikwa. Le commandement allemand est heureux d'avoir stabilisé le front en Volhynie et, après le début des attaques ennemies en Champagne et dans l'Artois, il a un besoin urgent de renforts pour le front ouest dépourvu de troupes. Une partie des troupes est transférée sur le front des Balkans pour une offensive contre la Serbie.